# Domènec Terradellas
Domènec Terradellas (Barcelone, 13 février 1713 - Rome, 20 mai 1751), est un compositeur d'opéra hispano-italien du XVIIIe siècle. Il est originaire de Catalogne et connu internationalement sous le nom de Domenico Terradeglias.

## Biographie
Domènec Miquel Bernabé Terradellas est né au sein d'une famille paysanne. Il a été scolarisé et a reçu les premiers ordres cléricaux à la Cathédrale de Barcelone. Il a très probablement été élève de Francesc Valls. À dix-neuf ans, il s'est établi à Naples, où il a poursuivi ses études musicales avec Francesco Durante et Gaetano Greco au Conservatoire dei Poveri di Gesù Cristo (1732-1740). Au bout de peu de temps, il a créé à Naples sa première œuvre, l'oratorio Giuseppe riconosciuto (1736). En 1739, il a présenté l'oratorio Ermenegildo martire et Astarto, son premier opéra, et, l'année suivante, sa composition comique Gli intrighi dellà cantarine. Le succès de La Merope (1743) a eu pour conséquence que le cardinal Acquaviva, à qui il avait dédié la Cerere en 1740, a conseillé qu'on l'engage en 1743 comme maître de chapelle de l'église de San Giacomo degli Spagnuoli à Rome. Durant les deux années pendant lesquelles il a occupé ce poste, il a composé une grande quantité de musique sacrée, jusqu'à ce qu'il se démette de cette charge pour des problèmes personnels.
Durant les années 1746 et une partie de 1747, il a résidé à Londres, où il a été nommé directeur du King's Theater. Là il a présenté avec succès ses opéras Annibale in Capua, Mitridate et Bellerofonte. Après un bref passage par Bruxelles, il s'est établi pour un temps à Paris. Là il a pris contact avec l'opéra français (qui ne lui a pas plu), avec Rameau et avec Rousseau, lequel en a fait l'éloge dans sa "Lettre sur la musique française". De retour en Italie, il a créé en 1750 à Turin Didone abbandonata et Imeneo in Atene à Venise. Établi à Rome, il a présenté en 1751 Sesostri, re d'Egitto, peut-être sa meilleure œuvre, disparaissant peu après à l'âge de trente-huit ans. La manière et les causes de sa mort ont donné naissance à une légende noire.
On lui attribue une douzaine d'operas serias et un nombre égal d'œuvres comiques, créés dans les théâtres les plus prestigieux de l'époque. À côté de cela, il a composé de la musique sacrée (messes, psaumes, motets, un Te Deum) de style italianisant quand il exerçait comme maître de chapelle à Rome. À Bruxelles on conserve quelques motets qu'il a composé durant son bref séjour dans la cité. Il est considéré comme un des représentants les plus significatifs de l'École de Naples ainsi que comme une des figures clé de l'évolution de l'opéra vers le classicisme à côté d'autres auteurs comme Niccolò Jommelli, David Pérez ou Johann Adolf Hasse.

## Œuvres

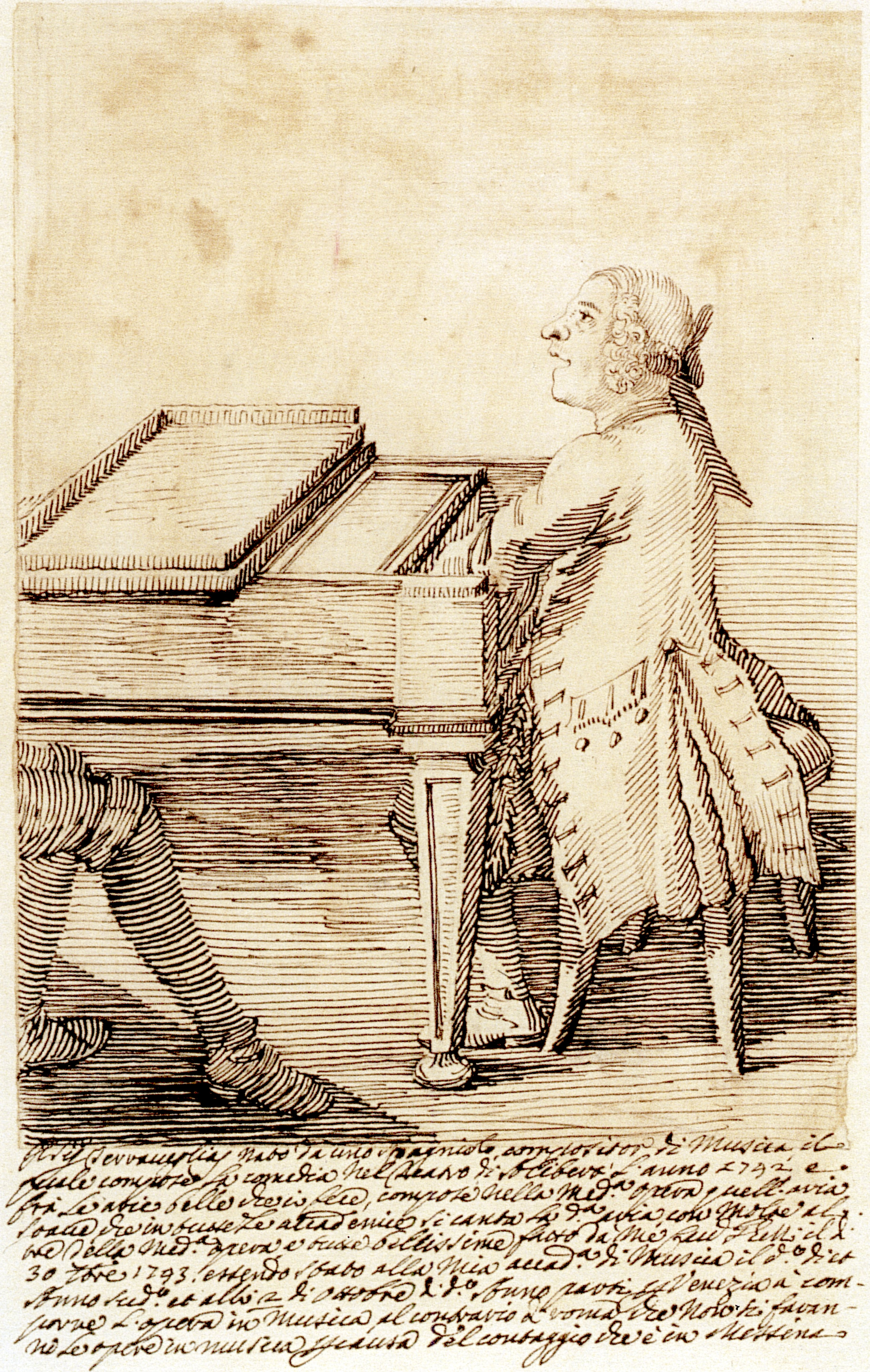
Domènec Terradellas, caricature de Pier Leone Ghezzi, 1743

- Annibale in Capua (1746), opéra de type pasticcio, avec une musique coécrite avec Johann Adolf Hasse, Giovanni Battista Lampugnani et Pietro Domenico Paradies, livret de Francesco Vanneschi. Créé le 4 novembre au King's Theatre (Haymarket) avec la présence du roi George II.
- Artaserse (1743), opéra en trois actes avec un livret de Pietro Metastasio. Créé à Venise[4].
- Artemisia (1740).
- Astarto (1739), opéra, créé à Rome.
- Bellerofonte (1747), opéra avec un livret de Francesco Vanneschi.
- Cerere (1740).
- Didone abbandonata (1750), opéra avec un livret de Pietro Metastasio, créé à Turin.
- Ermenegildo, martire (1739), oratorio pour solistes, chœur  et accompagnement instrumental, créé à Naples.
- Giuseppe riconosciuto (1736), oratorio en trois actes para solistes, chœur  et accompagnement instrumental, avec un livret de Pietro Metastasio.
- Gli intrighi dellà canterine (1740), opéra comique.
- Imeneo in Atene (1750), opéra avec un livret de Silvio Stampiglia, créé à Venise.
- Issipile (1741).
- La Mérope (1743), opéra en trois actes, avec un livret de Apostolo Zeno et H. Tagliazuchi, créé à Rome. Il a été édité par Roberto Gerhard et représenté pour la première fois à l'époque moderne à Barcelone en 1955.
- Mitridate (1746), opéra avec un livret de Francesco Vanneschi.
- Nocturna Procella, motet.
- Plaudite populi, motet.
- Romolo (1740), ensemble avec Gaetano Latilla.
- Salm a 5 veus (Psaume à cinq voix), conservé dans les archives de musique du Sanctuaire d'Arantzazu.
- Semiramide riconosciuta (1746).
- Sesostri, re d'Egitto (Rome, 1751), opéra avec un livret de Apostolo Zeno y Pietro Pariati, créé en Catalogne au Teatre de la Santa Creu de Barcelone (août 1754). C'est le premier opéra écrit par un catalan[5].

## Source
- (es) Cet article est partiellement ou en totalité issu de l’article de Wikipédia en espagnol intitulé « Domènec Terradellas » (voir la liste des auteurs).